# Paihuano
Die Kommune Paihuano liegt am Oberlauf des Flusses Elqui in der Región de Coquimbo in Chile.
Die Gemeinde umfasst die Orte Alcohuaz, Pisco Elqui, Paihuano, Cochiguaz, Montegrande, Rivadavia, Tres Cruces und Horcón.
Das Gebiet ist bereits seit der Molle-Kultur besiedelt. Vor der Ankunft der Spanier war es von den Diaguita bewohnt. Die koloniale Herrschaft über die heute Kommune Paihuano ist seit 1606 Jahrhundert belegt, als auf Anordnung des Gouverneurs 600 Parzellen Land im heutigen Rivadavia vergeben wurden. 1893 wurde die heutige Kommune Paihuano geschaffen.
Wesentliche Wirtschaftszweige sind der Tourismus – vor allem in Pisco Elqui – sowie die Landwirtschaft. Es werden Trauben für Wein und Pisco, sowie andere Früchte angebaut.

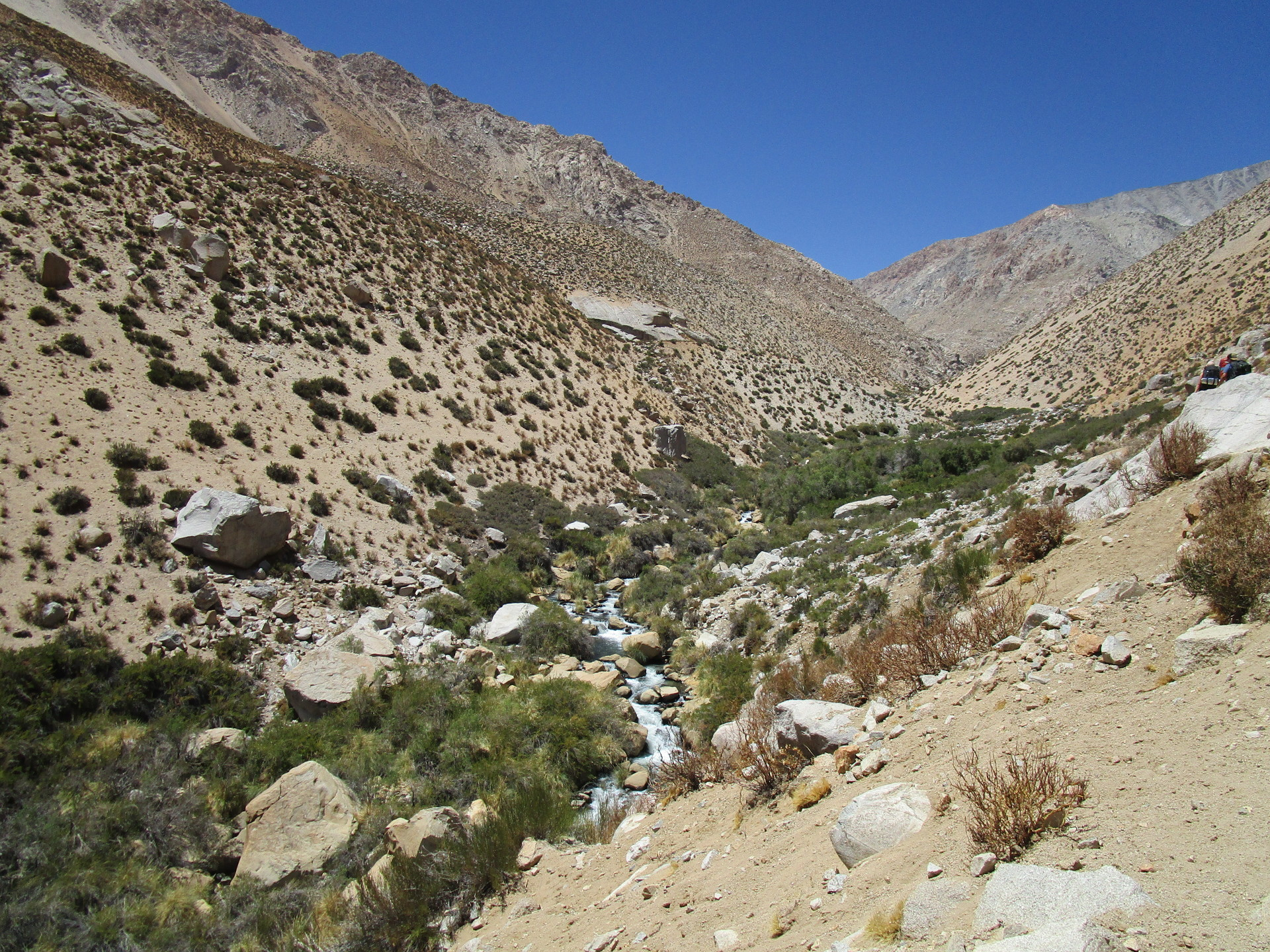
Tal des Rio Cochiguaz bei Paihuano, Chile